# Carlos Domingos Massoni
Pour les articles homonymes, voir Massoni.
Carlos Domingos Massoni, plus connu sous le nom de Mosquito, né le 4 janvier 1939, à São Paulo, au Brésil, est un ancien joueur brésilien de basket-ball. 

## Palmarès
- 3e des Jeux olympiques 1960
- 3e des Jeux olympiques 1964
- Champion du monde 1963
- Finaliste du championnat du monde 1967
- 3e du championnat du monde 1970
- Champion d'Amérique du Sud 1960
- Champion d'Amérique du Sud 1961
- Finaliste du championnat d'Amérique du Sud 1966
- Champion d'Amérique du Sud 1968
- Vainqueur des Jeux panaméricains de 1971
- Deuxième des Jeux panaméricains de 1963
- Troisième des Jeux panaméricains de 1959